# Tony Boselli
Pour les articles homonymes, voir Boselli.
College Football Hall of Fame 2014
Pro Football Hall of Fame 2022
(en) Statistiques sur pro-football-reference
Don Anthony « Tony » Boselli, Jr., né le 17 avril 1972 à Modesto en Californie, est un joueur américain de football américain ayant évolué comme offensive tackle.

## Biographie

### Université
Étudiant à l'université de Californie du Sud, il joue pour les Trojans de 1991 à 1994. Il est sélectionné dans l'équipe type de la Conférence Pacfic 10 ainsi que dans l'équipe type All-American en 1992, 1993 et 1994. Il remporte le Morris Trophy 1994 décerné au meilleur joueur de ligne (tant offensif que défensif) de la Pacific 10. Alors qu'il est étudiant de premier cycle, il est initié en tant que membre de la fraternité Sigma Alpha Epsilon (en).

### Professionnel
| Taille           | Poids           | Bras           | Main          | Sprint   | Sprint   | Sprint   | Shuttle 20 yards | 3 cones drill | Détente       | Détente            | Développé couché | Test Wonderlic |
| Taille           | Poids           | Bras           | Main          | 40 yards | 10 yards | 20 yards | Shuttle 20 yards | 3 cones drill | verticale     | horizontale        | Développé couché | Test Wonderlic |
| 2 m (6 ft 6⅞ in) | 147 kg (323 lb) | 85 cm (33½ in) | 25 cm (10 in) | 5,23 s   | 1,85 s   | 3,05 s   | 4,60 s           | -             | 70 cm (30 in) | 2,59 m (8 ft 6 in) | 26 reps          | -              |

#### Jaguars de Jacksonville
Il est sélectionné en tant que 2e choix global lors de la draft 1995 de la NFL par la nouvelle franchise professionnelle des Jaguars de Jacksonville. Il est donc historiquement le premier joueur de l'histoire de cette franchise.
Malgré son arrivée tardive dans les années 1990, il fait forte impression et devient une référence à son poste. Sa popularité est telle que les restaurants McDonald's de la région de Jacksonville avaient créé en son honneur le « Boselli Burger » qu'ils distribuaient gratuitement pendant une certaine période.

#### Texans de Houston
Il est de nouveau sélectionné par les Texans de Houston au cours de la draft d'expansion 2002 de la NFL, mais passe toute la saison dans la liste des réservistes blessés et prend sa retraite à la fin de saison. Boselli a imputé la fin de sa carrière à des erreurs commises lors d'une opération à son épaule gauche.

## Palmarès
- Intronisé au College Football Hall of Fame : classe 2014[1] ;
- 3 × sélectionné dans l'équipe type All-American : 1992 1993 et 1994[1] ;
- 3 × sélectionné dans l'équipe type de la Conférence Pacific 10 : 1992, 1993 et 1994[1] ;
- Vainqueur du Morris Trophy (en) : 1994[1] ;
- Premier joueur des Jaguars de Jacksonville à être intronisé au Pro Football Hall of Fame : classe 2022[5],[6] ;
- Premier joueur à intégrer le Pride of the Jaguars (en) (le Hall of Fame de la franchise) : 1996[6] ;
- Sélectionné dans de l'équipe NFL de la décennie 1990[3],[6].
- 5 x sélectionné au Pro Bowl : 1996, 1997, 1998, 1999 et 2000 [6],[3]
- 3 x sélectionné dans l'équipe type All-Pro : 1997, 1998 et 1999[6].